# Jimmy Nolen
Jimmy Nolen (* 3. April 1934 in Oklahoma City; † 18. Dezember 1983 in Atlanta) war ein US-amerikanischer Rhythm-and-Blues und Blues-Gitarrist. 
Nolen begann seine Karriere mit Auftritten als Jugendlicher unter dem Eindruck der Musik von T-Bone Walker, B. B. King und Lowell Fulson; erste Aufnahmen entstanden nach seiner Übersiedlung nach Kalifornien. Nolen arbeitete an der Westküste auch mit Jimmy Wilson, Chuck Higgins und Johnny Otis, bei dessen Klassiker Willie and the Hand Jive (1958) er mitwirkte. Aufnahmen unter eigenem Namen entstanden für die Label Federal, Elko und Imperial Records. 1965 begann seine Zusammenarbeit mit James Brown; bei der Session wurde der erste von Browns Nummer-1-Hits Papa’s Got a Brand New Bag eingespielt. 1970 verließ er Brown und spielte bis zu seinem Tod bei Maceo Parker. Er starb im Dezember 1983 in Atlanta an einem Herzinfarkt.